# 单体
在高分子化学中，单体（monomer）是可与同种或他种分子通过共价键连接生成聚合物的小分子。单体与其他单体分子一起反应形成更大的聚合物链或三维网络的过程，则称为聚合。英语 monomer 源于希腊语 μόνος（mono-，“一”之义）和 μέρος（-mer，“部分”之义）。

## 分类
单体可以按聚合反应的方式分为两类：加成聚合单体和缩合聚合单体。

### 加成聚合单体
含有双键、三键或环状结构的单体分子可以进行加成聚合反应（加聚）。
如：
- 乙烯等烯烃同系物（C=C双键），生成聚乙烯等产物；
- 环氧乙烷（环状结构），生成聚环氧乙烷。

### 缩合聚合单体
含有两个或更多可以互相反应并生成水或其他可以脱离的小分子的官能团的单体分子之间可以进行缩合聚合反应（缩聚）。
如：
- 双酚A和光气（-OH和酰卤缩合），生成聚碳酸酯；
- 乙二醇和对苯二甲酸（-OH和-COOH缩合），生成聚对苯二甲酸乙二酯。

## 官能度
单体在聚合反应中生成新键的数目被称为官能度，它表示单体在反应中所能连接的分子数目：
如：
- 乙烯含有一个双键，打开后可以连接两个分子，官能度为2；
- 丙三醇含有三个羟基可以参与聚合反应，官能度为3。

只有官能度为1的分子只能生成二聚物，官能度为2的单体可以生成线型聚合物，官能度大于2的分子可以生成体型聚合物。通常体型聚合物比线型聚合物有更高的强度。

## 天然聚合物单体
在生化反应中，也有很多天然单体缩聚反应。如：
- 淀粉和纤维素是单糖缩聚的产物；
- 蛋白质由氨基酸单体分子缩聚而成；
- DNA和RNA由核苷酸单体按照空间特定部位和特殊形态的要求缩聚而成。